# Neil Eckersley
Neil Eckersley (Bolton, 5 de abril de 1964) es un deportista británico que compitió en judo.
Participó en dos Juegos Olímpicos de Verano en los años 1984 y 1988, obteniendo una medalla de bronce en la edición de Los Ángeles 1984 en la categoría de –60 kg. Ganó dos medallas de bronce en el Campeonato Europeo de Judo en los años 1987 y 1988.

## Palmarés internacional
| Juegos Olímpicos   | Juegos Olímpicos             | Juegos Olímpicos  | Juegos Olímpicos |
| Año                | Lugar                        | Medalla           | Categoría        |
| ------------------ | ---------------------------- | ----------------- | ---------------- |
| 1984               | Los Ángeles (Estados Unidos) | Medalla de bronce | –60 kg           |
| Campeonato Europeo |                              |                   |                  |
| Año                | Lugar                        | Medalla           | Categoría        |
| 1987               | París (Francia)              | Medalla de bronce | –60 kg           |
| 1988               | Pamplona (España)            | Medalla de bronce | –60 kg           |